# Bohár Dániel
Bohár Dániel (1990. június 30. –) magyar,  műsorvezető,  influencer, médiaszemélyiség.

## Élete
Pályafutását a Hír TV-nél kezdte 2010-ben, ahol a Célpont című műsor stábtagja volt. Miután a csatorna tulajdonosa Simicska Lajos összeveszett Orbán Viktor miniszterelnökkel, Bohár az Echo TV-nél folytatta karrierjét, ahol Szarvas Szilveszterrel közösen az Informátor műsorvezetői voltak. A műsor 2017-ben a Hír TV-re költözött át, ezzel Bohár is visszatért a csatornához. 2020-ban végleg távozott a csatornától.
2020 októberétől a Pesti TV több műsorát is vezette egészen a csatorna 2022-es megszűnéséig. A Megafon Központ alapító tagja.  
Saját Facebook-oldalán gyakran oszt meg vitára okot adó, megosztó tartalmakat. Ezen kívül a Patrióta nevű YouTube-csatornán is szerepel.  
Nős, egy gyermeke van. 